# Hernando de Soto

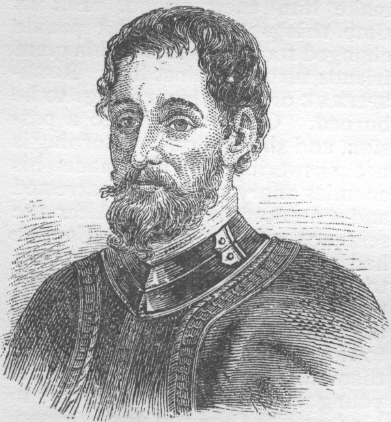
Hernando de Soto auf einem Porträt von 1881

Hernando de Soto (* ca. 1496 oder 1500 in Barcarrota oder Jerez de los Caballeros, Extremadura; † 21. Mai 1542 wahrscheinlich am Mississippi River wenige Kilometer flussabwärts vom heutigen Memphis) war ein spanischer Seefahrer und Konquistador. Er beteiligte sich an der Eroberung Panamas und Nicaraguas, eroberte zusammen mit Francisco Pizarro Peru und führte später die größte Expedition des 16. und 17. Jahrhunderts durch den Südosten der heutigen USA.

## Leben

### Kindheit und Jugend
De Sotos Geburtsdatum ist nicht gesichert. Er selbst beschrieb sich 1535 als „ungefähr 35 Jahre alt“, bereits 1536 allerdings als „um die 40.“ Für das Geburtsdatum 1500 spricht, dass de Soto nach gesicherten Quellen 1514 in die „Neue Welt“ aufbrach, und dass es für 14-Jährige im damaligen Spanien üblich war, das Elternhaus zu verlassen. De Soto war der zweite Sohn von insgesamt vier Kindern des armen Landedelmannes Francisco Méndez de Soto und Leonor Arias Tinoco und konnte nicht darauf hoffen, etwas vom geringen Vermögen seines Vaters zu erben. Seine Vorfahren bestanden aus Hidalgos und kleinen spanischen Adeligen; der bekannteste davon war Pedro Ruiz de Soto, der während der Reconquista Sevilla von den Mauren zurückeroberte. De Soto wuchs in der kargen, ärmlichen und ehedem umkämpften Grenzregion zum muslimischen Königreich Granada, der Extremadura, auf, die im spanischen Volksmund mit „Neun Monate Winter, drei Monate Hölle“ beschrieben wird. Viele spanische Konquistadoren wie Hernán Cortés, Francisco Pizarro oder Vasco Núñez de Balboa stammen ebenfalls aus dieser Provinz.

### Reise in die neue Welt und Karriere
1514 begleitete de Soto Pedrarias Dávila in die spanischen Überseekolonien und landete nur mit einem Schwert und einem Schild besitzlos in Panama. 1516 wurde er Kommandeur einer Reitereinheit und begleitete in dieser Funktion Francisco Hernández de Córdoba bei seiner Entdeckungs- und Kolonialisierungsreise durch Nicaragua und Honduras. De Soto erwarb sich in dieser Zeit einen Ruf als hervorragender Taktiker, Kämpfer und Reiter, der sich im Kontakt mit den Einheimischen größter Brutalität und Rücksichtslosigkeit bediente. In der Auseinandersetzung um die Herrschaft in Nicaragua kämpfte de Soto für Dávila gegen Gil González Dávila. González, ein ehemaliger Offizier Dávilas, hatte versucht, sich von diesem loszusagen. De Soto meldete Dávila den Verrat und schlug eine Armee von González, mit der Folge, dass Dávila sich die Herrschaft sichern konnte und de Soto in seiner Gunst stieg. 1528 führte dieser im Alleingang eine Expedition die Küste von Yucatán hinauf in der Hoffnung, eine Seeverbindung zwischen Atlantik und Pazifik zu finden.
Seinen Reichtum erwarb er vor allem im Sklavenhandel. Zu dieser Zeit besaß er bereits große Landgüter in den spanischen Kolonien, Goldminen, Handelsschiffe und zahlreiche Sklaven. Er selbst aber hatte sich anscheinend das Ziel gesetzt, einen Erfolg wie Hernán Cortés bei dessen Eroberung des Aztekenreiches zu erzielen.

### In Peru
Zum Jahresende 1532 brachte er auf zwei Schiffen hundert Mann von Nicaragua nach Puná, um Francisco Pizarro zu unterstützen, der Anfang des Jahres zur Conquista des Inkareichs aufgebrochen war und den er aus früheren Expeditionen gut kannte. Er wurde, zusammen mit Hernando Pizarro, einer von Francisco Pizarros Hauptleuten. De Soto kundschaftete das Land aus, entdeckte die Stadt Cajas in den Anden und den Weg nach Süden. Er war der erste Europäer, der mit dem Inkakönig Atahualpa sprach. Nachdem dieser bei der Schlacht von Cajamarca besiegt und inhaftiert worden war, besuchte er ihn öfters in der Haft, und es entwickelte sich eine Freundschaft. De Soto war verärgert, als ihn die Nachricht von Atahualpas Hinrichtung erreichte. 
Beim Zug nach Süden zur Eroberung von Cusco führte er einen Voraustrupp an und versuchte noch vor Pizarro die Hauptstadt einzunehmen. Nur knapp entkam er einer Niederlage in der Schlacht von Vilcaconga. Nach der Einnahme Cuscos führte er, maßgeblich unterstützt durch den neuen Inka Manco Cápac II., einen Feldzug gegen Atahualpas General Quizquiz und zwang diesen zum Rückzug in den Norden.

### Wieder in Spanien
Später entzweite sich de Soto mit Pizarro, als es um die Neuaufteilung des Andenreiches zwischen den Konquistadoren ging. 1536 kehrte er nach Spanien zurück, im Gepäck etwa 100.000 Goldpesos, seinen Anteil aus der Eroberung des Inka-Reiches. De Soto war berühmt und wurde als Held angesehen. Er ließ sich in Sevilla nieder. Dort heiratete er 1537 die Tochter Dávilas, Inés de Bobadilla, aus einer der angesehensten Familien Kastiliens mit guten Verbindungen zum spanischen Königshof. De Soto war zu dieser Zeit ein geachteter und bekannter Mann in Spanien auf dem Höhepunkt seines Ansehens und Reichtums.
De Soto, der in Peru die sagenhaften Reichtümer gesehen hatte, vermutete aufgrund des Berichtes von Álvar Núñez Cabeza de Vaca ähnliches von Florida. Cabeza de Vaca war Teilnehmer der gescheiterten Expedition von Pánfilo de Narváez nach Florida. Narváez’ mit größter Rücksichtslosigkeit betriebener Eroberungsversuch war im Desaster geendet, von 400 Mann hatten nur vier überlebt. De Soto sah seine Chance gekommen, es Pizarro und Cortés gleichzutun. Er ließ sich von Karl V. zum Gouverneur Kubas und Adelantado von La Florida (im damaligen Sprachgebrauch: alles Land nördlich von Mexiko) bestellen, verkaufte sein gesamtes Eigentum und stattete mit dem Erlös eine Expedition in das noch unerforschte Land aus. Sein Auftrag lautete, die noch unbekannte Region innerhalb von vier Jahren „zu erobern, zu bevölkern und zu befrieden.“

### Expedition nach Florida 1538–1542

#### Reiseroute

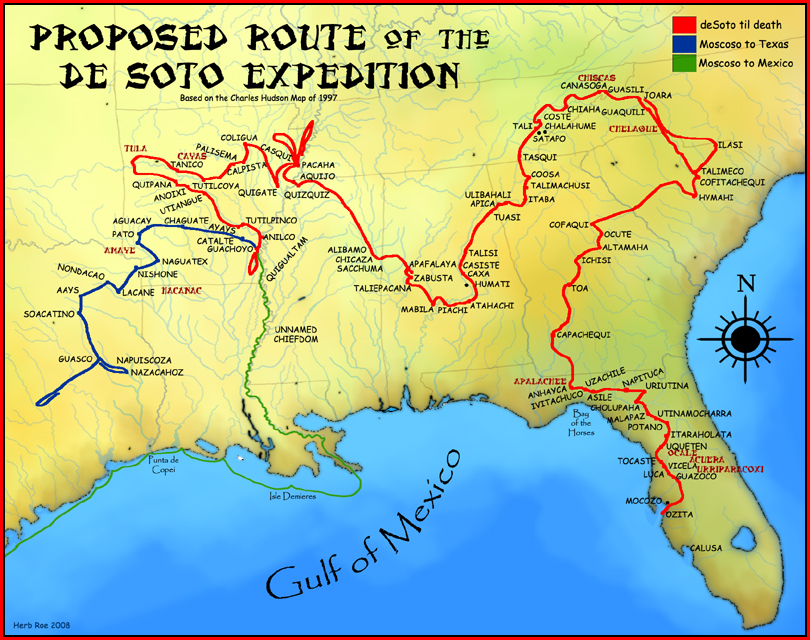
De Sotos Expedition in Florida, nach Charles Hudson, 1997

Der genaue Verlauf der Expedition de Sotos ist Gegenstand geschichtswissenschaftlicher und lokalpolitischer Diskussionen. Die Hauptquelle sind die von den Spaniern hinterlassenen Journale. Neben der üblichen Quellenkritik, die in solchen Fällen anzuwenden ist, kommen in de Sotos Fall weitere Probleme hinzu. Die Spanier waren im Lande unkundig, die Verständigung mit den Einheimischen lief oft über eine Kette von Dolmetschern, so dass die Gefahr groß ist, dass Orts- und Personennamen falsch überliefert worden sind. Zudem hatten zahlreiche Führer und Kontaktpersonen ein Eigeninteresse daran, die Expedition in die Irre zu führen. Die verbreitetste und in der Form auch in US-amerikanischen Schulen gelehrte Version geht auf einen Bericht des US-Kongresses unter der Federführung des Anthropologen John R. Swanton aus dem Jahr 1939 zurück.
Während der erste Teil des Weges bis zum Gefecht bei Mabila nur in Detailfragen strittig ist, werden die danach von den Spaniern als Irrwege empfundenen Strecken unklarer, zumal, da sie zu diesem Zeitpunkt kaum noch Ausrüstung besaßen, die heute für archäologisch verwertbare Spuren hätte sorgen können. Der traditionell angenommene De Soto Trail verläuft westlich-nordwestlich über die heutigen US-Bundesstaaten Mississippi, Arkansas und Oklahoma bis nach Texas.
Viele der Daten Swantons gelten heute als überholt. 1990 gab die US-Nationalparkverwaltung einen Entwurf für einen neuen De Soto Trail bekannt, der auf den Forschungen des Anthropologen Charles M. Hudson beruht, und heute als Hudson-Route weitgehend anerkannt ist. Diese Neufestlegung führte zu einem Proteststurm in vielen Counties und Gemeinden, die einen Großteil ihres lokalpatriotischen Selbstverständnisses auf den Konquistador zurückführten. Während Florida und Alabama die Markierungen der Route an die neuen Erkenntnisse anpassten, halten andere Staaten weiterhin an Swantons Streckenführung fest.
Weitere Theorien nehmen eine noch nördlichere Route über Kentucky und Indiana bis an die Großen Seen an.

#### 1538 – Auf dem Weg/Kuba
De Soto steuerte nach einem Zwischenstopp auf den Kanarischen Inseln zuerst Kuba an. Die Stadt Havanna war kurz vor seiner Ankunft von französischen Piraten geplündert und niedergebrannt worden. De Soto ließ sie von seinen Männern wieder aufbauen, während er selbst weiter Vorräte, Pferde und Männer für seine Expedition nach Florida sammelte. Er landete mit ungefähr 600 bis 700 Mann Begleitung (darunter 24 Priestern), neun Schiffen und 220 Pferden im Mai 1539 an der Westküste Floridas in der Tampa Bay, von de Soto Espiritu Santo genannt. Er hatte die Absicht, die Gegend zu kolonisieren, vorzugsweise von einer Stadt wie Cuzco oder Mexiko-Stadt aus. Er brachte deswegen Tonnen an Ausrüstung, Werkzeuge, Waffen, Kanonen, Hunde und Schweine mit sich. Insbesondere die Hunde, zum großen Teil irische Wolfshunde, wurden im Laufe der Kampagne zu gefürchteten Waffen und Strafinstrumenten der Armee. Neben den Seeleuten begleiteten Priester, Schmiede, Handwerker, Ingenieure, Bauern und Händler den Tross. Viele von ihnen hatten vor der Expedition kaum ihr Heimatdorf verlassen, geschweige denn etwas außerhalb von Spanien gesehen.
Gleichzeitig entsandte der mexikanische Vizekönig Antonio de Mendoza eine Expedition unter Francisco Vásquez de Coronado die Pazifikküste hinauf in das Gebiet des heutigen Kaliforniens. De Soto sah seinen Anspruch auf La Florida gefährdet. Während seiner gesamten Reise sah er sich dem Druck ausgesetzt, vor Coronado die sagenhaften Schätze und geeignete Siedlungsgebiete zu entdecken.

#### 1539 – Landung in Florida
Von der „Espiritu Santo“ aus begann die Erforschung Floridas und weiterhin eines großen Teils der heutigen Südstaaten. In Florida selbst begann sein Unglück. Das Land war nicht voller Gold, sondern vor allem sumpfig, voller Moskitos und extrem schwül. Die mitgebrachten indianischen Arbeitssklaven erregten den Zorn der einheimischen Stämme.
Die Einheimischen hatten bereits schlechte Erfahrungen mit der früheren Expedition Pánfilo de Narváez’ gemacht. De Sotos Truppe zeigte sich gegenüber den Einheimischen brutal und versuchte, Indianer als Arbeiter und Führer gefangen zu nehmen, vergewaltigte Frauen, misshandelte Kinder und raubte stets auf der Suche nach Nahrung für Menschen und Tiere die Dörfer aus. Oft ließ er die Dörfer niederbrennen oder setzte als Abschiedszeichen ein christliches Kreuz auf die heiligen Stätten der Indianer. Neben Arbeitssklaven und Führern entführten die Spanier oft die Stammeshäuptlinge, um sich so freies Geleit zu sichern.
Wichtigster Helfer der Truppe war Juan Ortiz, der, mit der Narváez-Expedition ins Land gekommen, von den Uzica gefangen genommen worden war. Als einziger von vier gefangenen Spaniern hatte er den mit schweren Folterungen verbundenen Aufenthalt bei den Uzica überlebt. Ortiz schloss sich bei der ersten ihm möglichen Gelegenheit der neuen spanischen Expedition an. Er kannte sich in der Gegend aus und diente als Dolmetscher. Ein weiterer wichtiger Führer war der etwa 17-jährige Junge Perico aus dem heutigen Georgia, der mehrere Sprachen der ansässigen Stämme sprach und sich auch mit Ortiz verständigen konnte. Perico wurde 1540 als Führer verpflichtet und aufgrund seines Werts für die Spanier anscheinend etwas besser behandelt als die übrigen Sklaven. Die Expedition schlug nach einem Marsch nach Norden ihr erstes Winterlager in Anheica, der Hauptstadt der Apalachee auf. Sie lag in der Nähe des heutigen Tallahassee. Der Punkt bei Tallahassee ist der einzige der ganzen Route, von dem sich Archäologen sicher sind, dass sich de Sotos Expedition wirklich exakt hier aufhielt.

#### 1540 – Nach Norden, das Gefecht von Mauvila
Die Expedition wanderte die östlichen Appalachen entlang nach Norden und hinterließ dabei eine Spur der Verwüstung. Mit einigen Stämmen tauschten sie Lebensmittel gegen einige Exemplare aus ihrer mitgeführten Schweineherde, bei anderen versuchten sie per Gewalt an das zu kommen, was sie brauchten. Sie durchquerten die heutigen US-Staaten Georgia, South Carolina und North Carolina. Auf die Erzählungen vom großen Goldschatz der Cofitachequi hin und begleitet von den mit den Cofitachequi verfeindeten Ocute aus Georgia zog die Expedition nach Norden. Mitte Mai, nach wochenlangen Märschen mit Hunger und Durst, bei denen sich herausstellte, dass sich weder Perico noch die Ocute im Stammesgebiet der Cofitachequi auskannten, fand die Expedition schließlich Mitte Mai die Hauptstadt des Stammes in der Nähe des heutigen Camden, South Carolina. Die Spanier wurden relativ freundlich aufgenommen, obwohl sie auf dem Weg bereits mehrere Dörfer der Cofitachequi geplündert und in Brand gesetzt hatten, und sie verlangten sofort das Gold zu sehen. Das „Gold“ stellt sich bei näherer Betrachtung als Kupfer heraus. Die Spanier fanden immerhin Perlen und Waffen in der Stadt, nahmen die junge und den Quellen nach zu urteilen äußerst charismatische Anführerin des Stammes als Geisel und zogen weiter auf der Suche nach Reichtum durch die heutigen Carolinas, Georgia und Alabama.
Auf diesen weitgehend ziellosen Wanderungen trieben sie falsche Verheißungen von riesigen Goldvorräten nach Osten. Im nördlichen Alabama trafen sie auf die Stadt Mauvila (laut anderen Quellen: Mabila, Mavila, Mavilla, Mauvilla). Die Choctaw unter Häuptling Tascalusa lockten sie auf dem Hauptplatz der stark befestigten Stadt in einen Hinterhalt. Die Spanier kämpften sich ihren Weg frei und attackierten danach wieder und wieder die Stadt. In einer neunstündigen Schlacht wurden fast alle Spanier verletzt, 20 von ihnen getötet, weitere 20 starben in den nächsten Tagen an ihren Verletzungen. Sämtliche Krieger der Chocktaw in der Gegend, zwischen 2000 und 6000, starben im Kampf, im Feuer, infolge spanischer Hinrichtungen oder durch Suizid; Mauvila brannte nieder. Die Spanier siegten letztlich, allerdings hatten sie auch den größten Teil ihres Eigentums und 40 Pferde verloren. Sie standen verletzt, krank und fast ohne Ausrüstung inmitten eines unbekannten Landes, umgeben von Feinden. Nach dem Gefecht von Mauvila nahm auch der Respekt der Einheimischen vor der Expedition merklich ab, die Spanier wurden immer öfter Opfer von Angriffen und Guerillaaktionen. Obwohl seine Männer zu diesem Zeitpunkt den Mut verloren hatten und an die Küste wollten, um dort die erwarteten Schiffe aus Kuba zu treffen, hatte de Soto weiterhin den Drang nach Entdeckungen. Die Expedition überwinterte in Chicasa im heutigen Bundesstaat Mississippi.

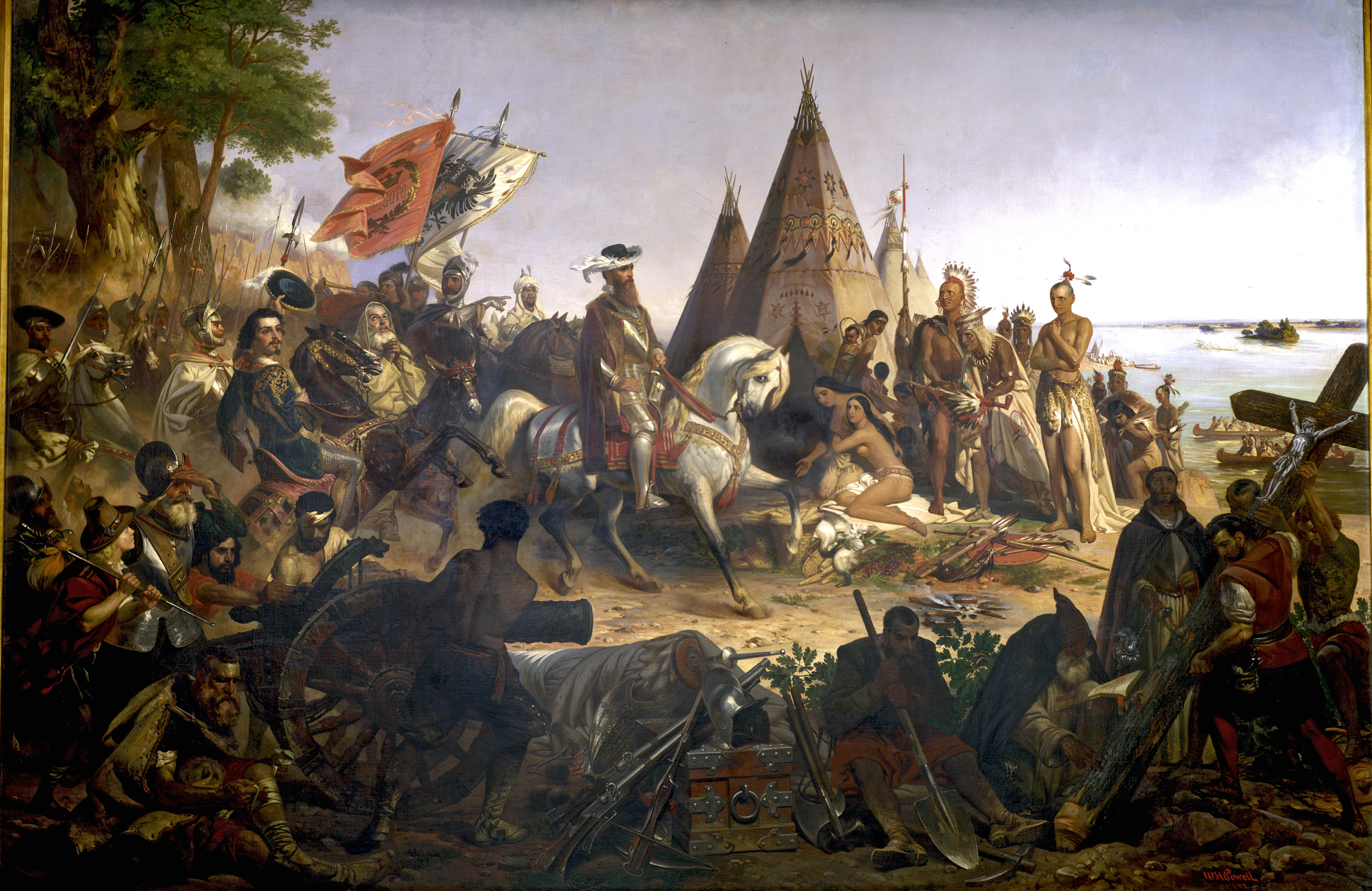
Discovery of the Mississippi – In der Rotunde des Kapitols hängendes romantisierendes Gemälde von George William Powell aus dem Jahr 1847

#### 1541 – Demoralisiert nach Westen
Die Expedition wandte sich wieder nordwärts ins Landesinnere, wo sie kurz darauf auf den Stamm der Chickasaw traf. De Soto verlangte von den Chickasaw 200 Mann als Träger für die Ausrüstung der Expedition. Diese verweigerten das Ansinnen und überfielen in der Nacht das Lager der schlafenden Spanier. Wieder erlitten diese schwere Verluste. Etwa 40 Spanier wurden getötet, diesmal gingen auch noch die Reste der Ausrüstung verloren. Nach Aussagen der beteiligten Spanier hätte ihre Expedition vernichtet werden können. Zum Glück für den Tross hatten ihn die Chickasaw ziehen lassen. Am 8. Mai 1541 traf De Sotos dezimierte Truppe auf den Mississippi. Ob De Soto wirklich, wie überliefert, der erste Europäer war, der den großen Fluss sah, ist unklar, allerdings ist er der Erste, der dies in offiziellen Journalen dokumentierte. De Soto allerdings zeigte weniger Interesse am Fluss und seiner Entdeckung, sondern sah ihn vor allem als Hindernis, das ihn in seiner Jagd nach Erfolg behinderte. Er musste etwa 400 Mann über einen breiten bewegten Strom bringen, an dem Indianer auf der Suche nach ihm ständig patrouillierten. Nach einem Monat Aufenthalt am Ufer zur Konstruktion mehrerer Flöße überquerten sie den Mississippi westwärts und streiften durch das Gebiet westlich des Flusses in den heutigen Staaten Arkansas, Oklahoma und Texas. Sie schlugen ihr Winterlager in Autiamque am Arkansas-River auf.

#### 1542 – De Sotos Tod
Nach einem harten Winter, in dem es, ungewöhnlich für die Gegend, sogar schneite, brach der spanische Trupp auf und zog ziellos weiter. Mittlerweile war auch der einzige halbwegs ortskundige Spanier, Juan Ortiz, gestorben. Die Spanier kehrten geschlagen und demoralisiert zum Mississippi zurück. Am Ufer des Flusses starb de Soto am 21. Mai 1542 an einer Fieberkrankheit. Da er unter den lokalen Einheimischen verbreitet hatte, dass Christen unsterblich seien, fühlten sich seine Männer gezwungen, seinen Tod zu verheimlichen. Sie versteckten den Leichnam in mit Sand beschwerten Decken und versenkten ihn im Fluss. Während Spanien und Portugal sich von einem geübten Wanderer in weniger als einem Monat durchqueren ließ, zog de Sotos Expedition vier Jahre durch La Florida ohne die gesuchten Schätze oder einen Startpunkt für eine erfolgreiche Kolonisierung zu finden. Die Männer brachen die Expedition ab. Nach über einem Jahr voll weiterer Irrwege gelangten sie schließlich über den Mississippi und den Golf von Mexiko zurück nach Mexiko auf spanisches Territorium. Noch auf der Rückreise auf dem Mississippi wurden sie von den Natchez und anderen Stämmen heftig attackiert, die sich mittlerweile gegen die Spanier zusammengeschlossen hatten. Von den ursprünglich 700 Teilnehmern der Expedition kamen 311 in Mexiko an.

## Nachwirkung

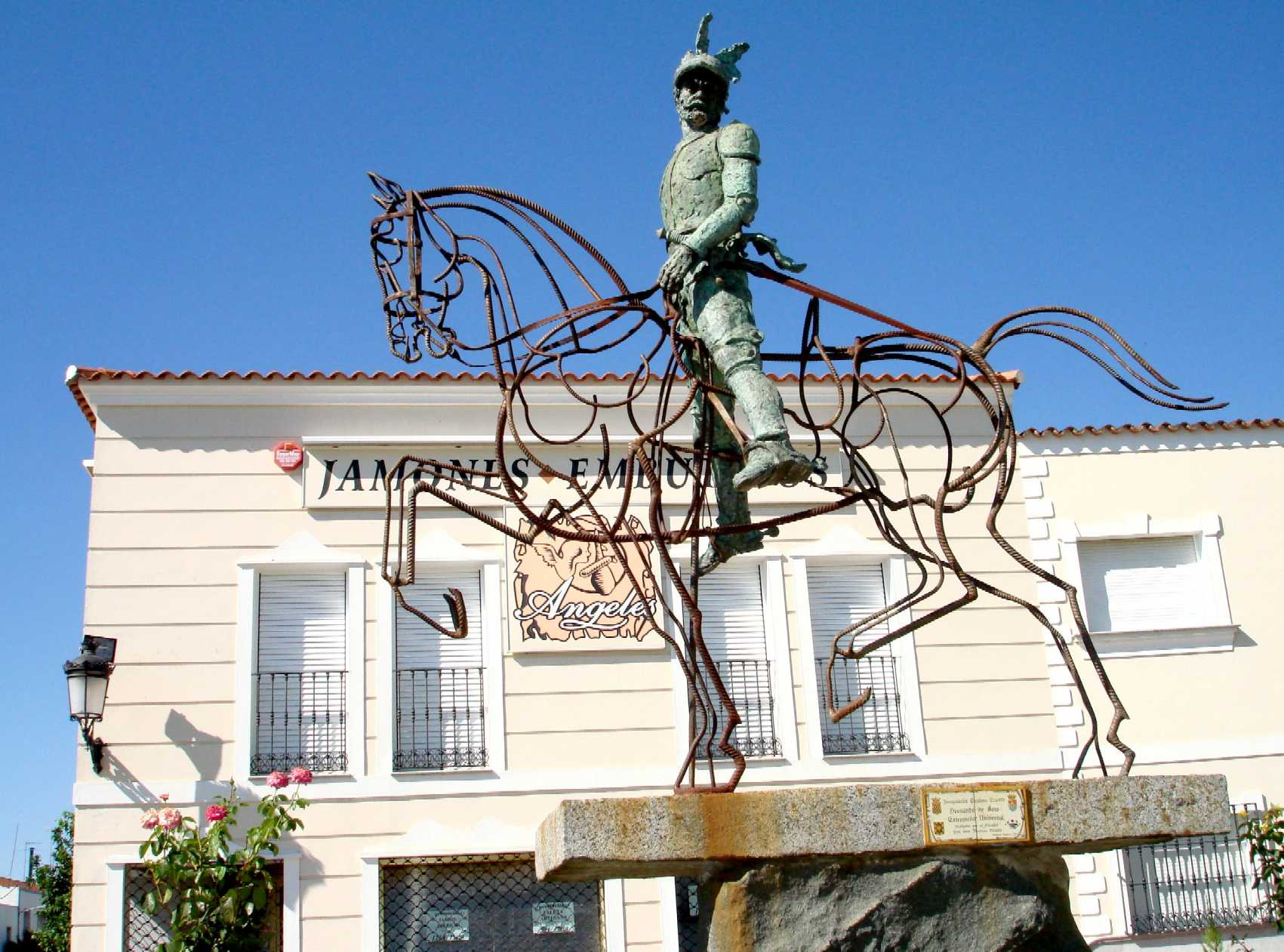
Denkmal im spanischen Barcarrota (Provinz Badajoz)

De Sotos Ausflug nach Florida war ein tödliches Desaster. Sie hatten weder Gold noch Reichtümer erworben, keine Kolonien gegründet, und der Ruf der Expedition zu dieser Zeit war näher an dem Don Quijotes als dem von Hernán Cortés. Dennoch hatte sie zahlreiche Nachwirkungen.
Die de-Soto-Expedition hinterließ zum einen ihre Spuren im bereisten Gebiet selbst. Einige der entlaufenen und gestohlenen Pferde der Eroberer bildeten einen Teil des Grundstocks der späteren nordamerikanischen Mustangherden. Die  Razorbacks (verwilderte Hausschweine) in Nordamerika gehen zumindest teilweise auf entlaufene Tiere aus de Sotos Expedition zurück.
Die Expedition trug maßgeblich dazu bei, dass das Verhältnis zwischen Indianern und Europäern in diesem Gebiet von Anfang an von Gewalt und gegenseitigem Misstrauen geprägt war. Verheerender noch aber als die blutigen Gefechte waren die Krankheiten, die die Expedition mitbrachte und die Teile der Gegend in den folgenden Jahrzehnten regelrecht entvölkerten. Bereits in der Dekade nach seiner Expedition verließen die Einheimischen viele der von Krankheiten geschlagenen Städte, flohen in nahe gelegene Hügellandschaften oder Sümpfe, wodurch das Gefüge der dortigen Gesellschaft fundamental verändert wurde. Nach Jared Diamond setzten diese Prozesse allerdings schon vor de Sotos Ankunft ein, der wiederholt auf verlassene Siedlungen traf: Die Krankheitserreger der Spanier waren schneller gereist als sie selbst.
Die von der Expedition überlieferten Aufzeichnungen trugen viel zum damaligen geografischen, biologischen und ethnologischen Wissen über die Gegend in Europa bei. Insbesondere die Beschreibungen der Indianer sind die früheste schriftliche Quelle über die damaligen Lebensverhältnisse im Südosten der heutigen USA. Es ist faktisch die einzige europäische Beschreibung der dortigen Lebensgewohnheiten vor dem Zusammentreffen mit anderen Europäern. De Sotos Männer waren sowohl die ersten als auch die letzten Europäer, die die Blüte der Mississippi-Kultur erlebten. Zudem trug die Expedition zusammen mit der Coronados maßgeblich dazu bei, die Einstellung Spaniens zu seinen Kolonien nördlich von Mexiko neu zu bestimmen. De Soto schuf de jure einen Anspruch auf große Landgebiete für die spanische Krone, faktisch aber konzentrierten sich deren Missionen vor allem auf den heutigen Bundesstaat Florida und die Pazifikküste.
Die heutigen Countys DeSoto County im Staat Mississippi und DeSoto County und Hernando County in Florida sind nach ihm benannt. In Hernando County liegt der Ort seiner Landung, in DeSoto County in Mississippi ist er wahrscheinlich gestorben. Seit 1948 existiert das De Soto National Memorial in der Nähe von Saint Petersburg, Florida. Auch zahlreiche Städte in den USA und die ehemalige Automobilmarke DeSoto sind nach dem Entdecker benannt. Hierzu siehe De Soto. Nach ihm wurde auch die Hernando de Soto Bridge benannt.
Im Januar 2021 veröffentlichte der, unter anderem mit dem Ingeborg-Bachmann-Preis ausgezeichnete, österreichische Schriftsteller Franzobel den Roman Die Eroberung Amerikas, der sich mit der Eroberungsexpedition Ferdinand Desotos (so die Diktion Franzobels) beschäftigt. Eingebettet ist die Handlung in eine Gegenwartsgeschichte, in der Amerikas First Nations vor dem Supreme Court auf die Rückgabe ihres Landes klagen.